# Coleophora solidaginella
Coleophora solidaginella là một loài bướm đêm thuộc họ Coleophoridae. Nó được tìm thấy ở Tây Ban Nha và Bồ Đào Nha.
Ấu trùng ăn Dittrichia viscosa and Solidago species. 